# چیمورس
چیمورس (انگلیسی: Chemours) شرکت داروسازی آمریکایی است، که در سال ۲۰۱۵ تأسیس شد.

## منابع

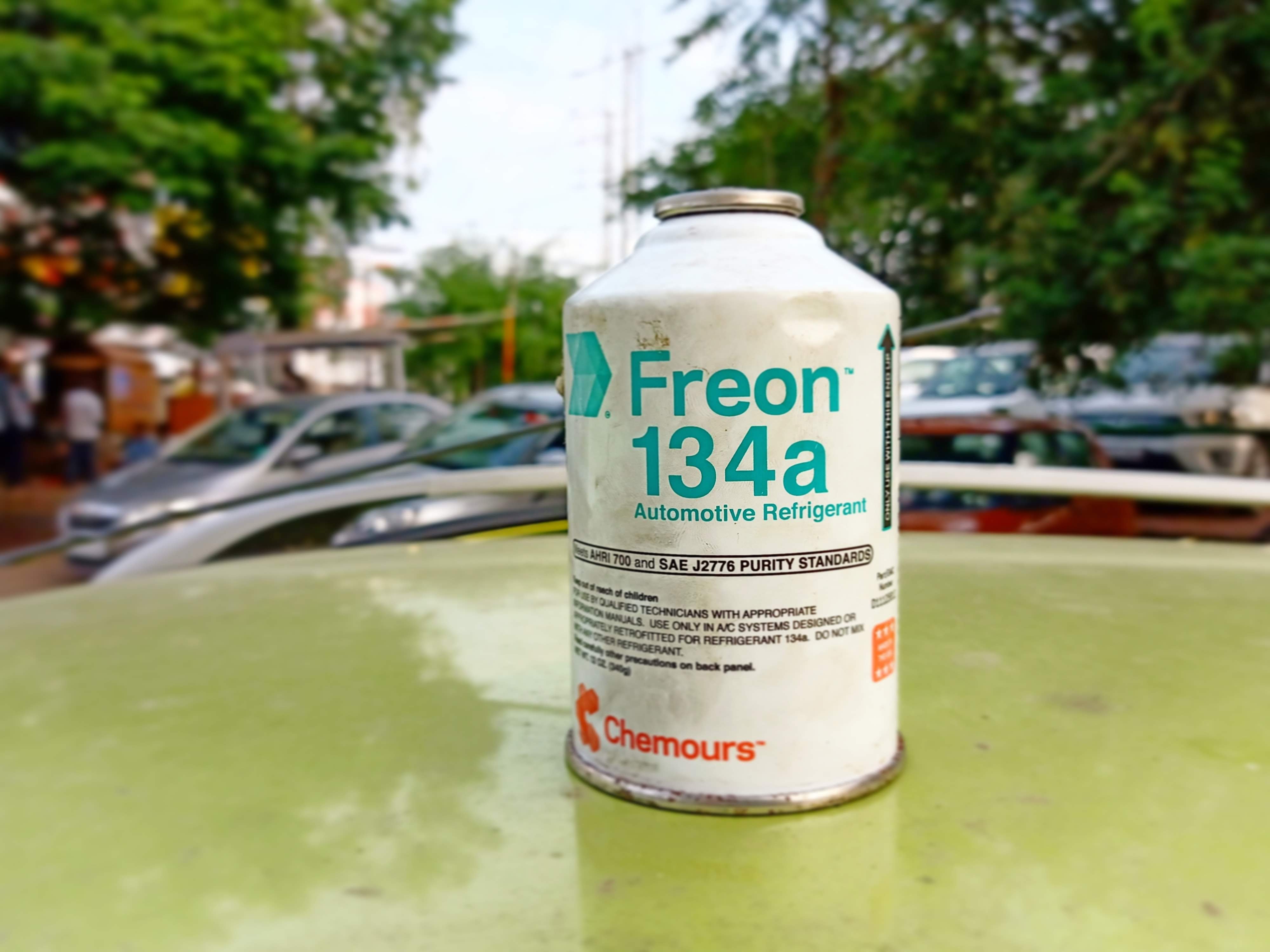
Freon 134a